# マライタ州

州旗のバリエーション。2020年の親台湾派のデモやスイダニ州首相のインタビューの背景で見られる

マライタ州（マライタしゅう、英語: Malaita Province）はソロモン諸島の州。ソロモン諸島中部の州であり、マライタ島を中心にマラマシケ島（南マライタ島）やシカイアナ島によって構成されている。行政府所在地はマライタ島西岸にあるアウキ(Auki)。人口は173,347人（2019年国勢調査）で、国内では最も多い。
2019年に中央政府が中華民国（台湾）との国交断絶と中華人民共和国との国交樹立を決定したことに反発し、2020年9月2日、ダニエル・スイダニ州長が独立を問う住民投票を実施する意向を表明。これに対し中央政府は、州長に住民投票を実施する権限は持っておらず違法行為に当たるとして認めなかった。その後スイダニは汚職に関わったとして2023年2月6日の州議会の不信任決議で州長を解任され、10日に無所属のマーティン・フィニが新たな州長に就任した。

## 主要島嶼
- マライタ島
- マラマシケ島（南マライタ島）
- シカイアナ環礁
- ダイ島